# (24751) Kroemer
(24751) Kroemer (1992 SS24) – planetoida z pasa głównego asteroid okrążająca Słońce w ciągu 4,81 lat w średniej odległości 2,85 j.a. Odkryta 21 września 1992 roku.